# スーパークレイジー君
スーパークレイジー君（スーパークレイジーくん、本名：西本 誠〈にしもと まこと〉、1986年〈昭和61年〉8月14日 - ）は、日本の政治家、YouTuber。2021年の戸田市議会議員選挙で初当選するも当選無効が確定。その後、2023年に宮崎市議会議員に当選したが、不同意性交致傷の罪で起訴され、2024年に辞職した。

## 経歴

### 生い立ち
宮崎県宮崎市出身。父親は元暴力団構成員。1歳の時に母親が家を出て、その後、父親のパートナーが次々に代わり、主に祖母に育てられた。
中学3年の時に暴走族のメンバーになり、3度の暴走行為（共同危険行為）と大麻所持で合計5年間少年院に入っていた。3度目の収容中に祖母の死に目に会えなかったことにより改心する。宮崎市立宮崎西中学校卒業。21歳で上京し、クラブ従業員や介護職員を経験。

### 2020年東京都知事選挙
2020年（令和2年）6月18日告示の東京都知事選挙に「スーパークレイジー君」の通称で立候補を届け出た。
しかし、東京都選挙管理委員会がその通称の使用を認めなかったため、本名の「西本誠」名義で政治団体「スーパークレイジー君」党首の肩書により出馬した。
開票の結果、22人の候補者中10番目の11,887票となり落選した。また、その供託金は没収となった。

### 2020年つくば市議会議員選挙
2020年（令和2年）10月18日告示のつくば市議会議員選挙（定数28）にて、自身の政治団体「スーパークレイジー君」党公認で新人・福田恵を擁立したが、候補者41人中40位で落選した。

### 2021年戸田市議会議員選挙
友人や親戚は戸田市に住んでいて、西本は彼らに会う為に埼玉県戸田市によく行き来していた。そんな中、翌年に戸田市の市議会議員選挙があることを知り、2020年（令和2年）9月末に西本誠は戸田市に転居した。
2021年（令和3年）1月24日告示の戸田市議会議員選挙に立候補した。戸田市選挙管理委員会（以下、市選管と略す）は、東京都知事選挙以降に西本誠がYouTubeでの動画配信などを通じて「スーパークレイジー君」の名称での活動が広く周知されているとして、西本誠の通称の使用を認める決定を行った。
1月31日に即日投開票の結果、26の定数に36人の候補者が争う中、25番目の912票を獲得して戸田市議会議員に初当選した。公明党と日本共産党は票割りを仕損ない、前者は議席を5から4へ（1人は最下位当選者より約14票差の次点落選）、後者は議席を4から3へ、それぞれ1つ減らした。

### 市議当選後
2月1日、戸田市役所で当選証書を受け取り、「スーパークレイジー君」という名前で議会活動を行うため、市議長宛てに通称使用届を提出した。「君」も含めた通称、議員名であるため、議会では「スーパークレイジー君議員」と呼称されることとなった。
2月4日深夜、市選管の事務局長である男性職員に呼び出され、公職選挙法で立候補者の要件と定められている「選挙区内での3か月以上の居住実態」に関して説明を受けた。このとき、事務局長とスーパークレイジー君の間では居住実態に関連するやりとりが行われ、スーパークレイジー君は男性職員から「戸田市議会議員の辞職を勧められた」とネットに明かした。
2月4日午後11時頃、男性職員が話の内容に不明瞭な点があったとして、戸田市立戸田東小学校の正門前にスーパークレイジー君を呼び出し、翌日午前1時頃までにかけて、「仮に居住実態に疑義が生じる場合は、当選を辞退するのも一つの選択肢だ」「今すぐ辞職して、ごめんなさいと言うのが一番。あなたの株が上がる」と諭した。
2月6日、戸田市議会議員に就任。
2月8日、本会議出席のため戸田市役所に初登庁。この日、通称使用が認められた。
2月15日、戸田市民から、「スーパークレイジー君は公職選挙法で定める選挙区内での3か月以上の居住実態がない」と訴える異議申出が市選管に提出された。
2月16日、市選管は、上記異議申出を同日付で受理したと発表。スーパークレイジー君は新聞の取材に「2020年9月末には戸田市内のアパートに入居し、居住実態はある」と答えた。
2月17日、市選管の駒崎恭子委員長は「事務局長の言動は誤解を招くものであり、不適切であったと考えている」との文書を発表。
2月18日、戸田市は事務局長を同日付で戸田市立市民医療センターの次長に異動したと発表。後任には総務部次長が就くこととなった。菅原文仁市長は市選管事務局長の対応について「不適切なものであり、遺憾に思っております」とコメントを発表。
2月18日夜、川口市役所で会見を開き、「居住実態はあり、光熱費の領収書も保管している」と改めて表明したうえで、「（事務局長の身辺を調べると）ある宗教の関係者だと聞き、本人にも問いただした」と述べた。
3月26日、戸田市は前市選管の事務局長の男性職員を停職1カ月の懲戒処分にしたことを発表した。処分は同日付。今回の処分理由について戸田市は「公務に対する信頼を著しく傷つけた」、「当選人に対し、不適切な言動をし、公務の運営に重大な支障を生じさせた」とした。一方、スーパークレイジー君は「前事務局長には選挙前までは色々と教えてもらいお世話になっていたので複雑な気持ちです」と話した。

#### 当選無効
4月9日、市選管がスーパークレイジー君の市議会議員当選を無効とする決定をした。
市選管はスーパークレイジー君の戸田市での居住実態がないと判断した理由として、西本誠が住民票を移した先の賃貸アパートが他人名義のままだったこと、郵便物の多くが本人（西本誠）に届かなかったこと、アパート周辺の住民5人に聞き取りをした結果、誰も西本誠を見ていないこと、西本誠の居住実績を証明する領収書などの提出も不十分だったこと、旧住所の電気などの契約名義を変えておらず、西本誠の妻子も旧住所で暮らしていたこと、などを挙げた。
一方のスーパークレイジー君側は「選管から、アパートの名義人が違っても立候補できると聞いていた」「確定申告の時期に重なり、レシートは税理士に渡してしまった」「妻子が暮らす都内の家に行くことはあったが、寝泊まりは戸田市でしている」と主張し、市選管と争う意向を示した。
4月13日、自身の当選を無効にした市選管の決定を不服とし、埼玉県選挙管理委員会に審査を申し立てた。
7月12日、埼玉県選挙管理委員会が前述の審査申し立てを同月9日の裁決により棄却したことが明らかになった。同日開かれた記者会見において、裁決の取り消しを求めて東京高裁に提訴すると発表した。
10月15日、東京高裁は、前述の裁決の取り消しを求めた訴訟で、スーパークレイジー君の請求を棄却した。判決は、スーパークレイジー君が戸田市内の銀行でATMを使用したと説明したのにもかかわらずその事実がなかったこと、市内の居住地で食事を電子レンジで温めたと話したのに、電子レンジがあったかどうか覚えていないと語ったこと、などから戸田市での居住実態が無かったと判断した。
10月15日、最高裁に上告することを明かした。
12月24日、市議選の当選無効が確定した場合、第26回参議院議員通常選挙全国比例区への立候補を検討すると表明した。
2022年3月4日、最高裁が上告を棄却し、スーパークレイジー君の当選無効が確定した。スーパークレイジー君側は「3ヶ月以上の居住が被選挙権の要件だとする公選法の規定は憲法違反」などと主張したが、法廷で「過去の判例に照らして違憲でないのは明らかだ」と指摘された。一方、スーパークレイジー君の当選無効、議員失職によって、戸田市議会議員選挙で次点だった公明党の候補が繰り上げ当選となった。

### 2022年戸田市長選挙
2022年3月13日告示の戸田市長選挙に立候補を届け出た。3月7日、Twitterで「市長選が無投票になるのならば擁立を考えている。選挙が行われないということは良くない」とする一方、自身の立候補については「夏の参院選比例区の事もあり勝手な行動はできない」と述べていた。
同月20日の開票の結果、現職（当時）の菅原文仁に大差で敗れ落選した（菅原文仁：37,092票、スーパークレイジー君：2,529票）。また、スーパークレイジー君の票数が有効投票総数の10分の1に満たなかったため、供託金は没収となった。

### 日本大学通信教育部に入学
2021年11月、高等学校卒業程度認定試験を受験し、不合格となった。2022年3月に認定試験に再挑戦し、合格したことをSNSで報告した。
2022年4月、日本大学通信教育部法学部政治経済学科に入学した。
戸田市長選落選後のインタビューでは、2022年夏の参院選への出馬の意向を示したが、2022年6月1日までに不出馬を表明した。

### 2022年宮崎県知事選挙
2022年4月、宮崎市議会議員選挙（2023年4月実施予定）への出馬準備のため、地元宮崎市に住民票を移した。
10月31日、東京スポーツの取材に応じ、12月25日実施予定の宮崎県知事選挙への出馬意向を示した。11月16日に開いた会見で、西本誠は正式に立候補を発表した。
県知事選挙の開票の結果、7679票で落選した。また、供託金は没収となった。

### 2023年宮崎市議会選挙
2023年1月4日、自身のTwitterにて宮崎市議会議員選挙（定数40人）に立候補することを表明した。
2023年4月23日の選挙の投開票の結果、候補者61人中2位となる4,195票を得て、上位で市議会議員に初当選した。

#### 性的暴行事件
2023年9月3日午前4時ごろ、妻の働くキャバクラの同僚である30代女性を宮崎市内のラブホテルに無理やり連れ込んで性的暴行を加えるなどして全身打撲など約1週間のけがを負わせた疑いが持たれている。9月4日、女性は被害届を提出。9月6日、宮崎県警察は不同意性交等致傷容疑でスーパークレイジー君を逮捕した。
9月7日、接見した弁護士によると容疑を否認し、深く落ち込んでおり、有権者や支援者に「本当に申し訳ない」と謝罪をしているという。取材に応じた妻は、夫の身の潔白を訴えている。
9月11日、宮崎市議会では議員からスーパークレイジー君に対する辞職勧告決議案が提出され、採決の結果、全会一致で辞職勧告決議案が可決された。弁護士によると、スーパークレイジー君は事実関係を争っているため、自身の議員辞職はしないとする意向を示したという。
9月13日、宮崎日日新聞は、捜査関係者への取材で事件当時のスーパークレイジー君が宿泊施設に女性を連れ込む様子が防犯カメラに映っていたこと、スーパークレイジー君が女性の腕をつかんだり、女性が抵抗したりする様子が防犯カメラに映っていたこと、2人が宿泊施設にいた時間は25分程度だったこと、を報じた。
9月27日、宮崎地方検察庁は西本を不同意性交等致傷の罪で起訴した。同日、スーパークレイジー君と接見後に宮崎市役所で記者会見した弁護士は、スーパークレイジー君が起訴内容を概ね認めていると明らかにした。一方で「強い暴力を振るっておらず、着衣も脱がせていない」とし、公判ではより刑の軽い不同意わいせつ罪の適用を求めるとした。
11月27日、宮崎市議会は西本の長期拘留を受け、市議が逮捕や勾留された場合、拘束が解かれる日まで支給を停止する新規定などを盛り込んだ議員報酬に関する改正条例を全会一致で可決した。有罪になれば支給せず、不起訴や無罪判決が確定した場合は、停止期間分の報酬を後日改めて支給すると定めた。
12月26日、宮崎地方裁判所はスーパークレイジー君の保釈を認める決定を出した。保釈保証金を即日納付し、同日、勾留先の宮崎刑務所から保釈された。保釈後、報道陣に「申し訳ありませんでした」と述べて土下座した。
2024年2月22日、前本尚登議長はスーパークレイジー君の辞職願を許可した。5月21日、西本の裁判員裁判の公判が宮崎地裁（船戸宏之裁判長）であり、検察側は懲役7年を求刑、弁護側は執行猶予付きの判決を求めて結審した。5月24日、船戸宏之裁判長は「執拗なわいせつ行為で相当に悪質」などと述べ、懲役4年6カ月（求刑懲役7年）を言い渡した。6月7日、判決を不服として福岡高等裁判所宮崎支部に控訴したが、西本は7月19日、控訴を取り下げた。これにより、同日付で懲役4年6カ月の判決を下した第一審の実刑判決が確定した。8月1日に宮崎刑務所に収監され、9月1日に福岡刑務所に移送された。同所で分類後、11月1日をもって佐賀少年刑務所に移送となった。

## 政策
- 都知事選出馬時は「風営法の緩和」「待機児童ゼロ」「ペットの殺処分ゼロ」などの公約を掲げ、「お年寄りばかりが投票して、政治家が年齢層の高い人にしか公約をアピールしていない」「政治は興味ない。投票所が目の前にあっても行かない。（そんな）眠っている東京の若者は400万人～600万人いると言われている」と若者の政治参加を求めていた[86]。

- 戸田市議選においては「教育格差是正」「市内のバリアフリー化促進」「新型コロナウイルス感染拡大の影響を受けた中小企業への支援拡充」などの公約を掲げた[9]。

## 人物
自身について2020年、東京都知事選挙後の対談で「普段は銀座のクラブで働いている。もともとは自分の店をやっていたが失敗して、その後は他の店で雇われ社長になった。自分の連れてきたキャスト達の売り上げがあるので出勤しなくても月120万円くらいが固定で入っていたが、今はコロナで状況が変わって月15万円くらいです」と述べていた。

### 政治活動
政治活動を始める前年にインディーズレーベル「Super Crazy Kun」より配信限定シングル「てんてんむし」で歌手デビュー。2020年の東京都知事選挙では、テーマソング「百合子か、俺か」を発表し、渋谷駅前の街頭演説で特攻服を着て踊るなどしたパフォーマンスで話題になった。
都知事選出馬の動機は「売名のつもりだった。軽いノリだった」というが、選挙戦で訴えを繰り広げることの面白さにのめり込み、親族や親友が住んでいた埼玉県戸田市で市議選が行われることを知り、2020年秋頃から地固めを始めた。戸田市議会議員選挙では、金髪、特攻服姿で街頭演説に臨むスタイルは都知事選の際と同じだったが、主張を真剣に聞いてもらいたいという思いから、ダンスパフォーマンスは選挙戦最終日を除いて封印した。
戸田市議に当選した際には、「異色の市議誕生」とメディアの取材が殺到し、連日テレビにも出演。"新たな市の顔"、"広報大使"などと紹介された。市議会当選後は髪を黒に染め直しているほか、登院時は特攻服の着用が認められなかったためスーツで議員活動を行っている。特攻服を着ないというわけではなく、イベント出演など「時と場合によって使い分けたい」としている。
国政への意欲があり「親はヤクザ、少年院に5年、逮捕歴8回の自分が国政に行った方が東大出身の政治家より政治を身近に感じられると思う」と述べている。

### 親族
妻、息子がいる。2021年、妻についてスーパークレイジー君はTwitterで「今年晴れて女性刑務官として国家公務員試験に合格し、勤務が決まっている」とコメントしている。2023年9月、『週刊文春』の取材に応じた妻は自身について「夫の選挙の3カ月前、2023年1月に宮崎に引っ越し、キャバクラで働き始めた」と述べている。
「暴走族やってたとか、逮捕歴があるとか、全身に刺青が入っていること」などについては妻の家族には黙っていたが、メディアへの露出も増え、「バレることになった」という。

## 出演

### テレビ
- 情報プレゼンター とくダネ!（2021年2月3日、フジテレビ）

### インターネット配信
- スピードワゴンの月曜The NIGHT（2020年7月15日、ABEMA）

## ディスコグラフィ

### シングル
- てんてんむし（2019年6月15日）
- さまーびっち（2019年8月11日）
- しぇいしぇい（2019年10月4日）
- ちん・ちん・まん（2019年10月11日）
- CRAZY SEX（2020年1月16日）
- 嘘つき女（2020年4月4日）
- 百合子か、俺か。（2020年6月18日）
- てんてんむし（サビ）（2020年7月10日）
- やばたにえん（2020年7月27日）
- てんてんむしキッズ（2020年8月3日）
- ぶんぶんぶん（2020年9月16日）